# Parafia św. Mikołaja Biskupa w Niebieszczanach
Parafia św. Mikołaja Biskupa w Niebieszczanach – parafia rzymskokatolicka, w archidiecezji przemyskiej, w  dekanacie Sanok II.

## Historia
W 1376 roku wieś była wzmiankowana jako Najna lub Nana, a w 1430 roku Niebieszczany były lokowane przez Fryderyka z Miśni, na prawie niemieckim. Ok. 1440 roku zbudowano drewniany kościół, a w 1445 roku powstała parafia. W 1451 roku Jan Myssnar syn Fryderyka z Jaćmierza, ufundował uposażenie parafii w Niebieszczanach, a w 1461 roku uposażył parafię o kolejne dotacje. 
Po Jaćmirskich właścicielami Niebieszczan byli Drohojowscy, protestanci. Od 1559 roku Stanisław Drohojowski zamienił kościół w Niebieszczanach i wiele kościołów w ziemi sanockiej na zbory kalwińskie. W 1621 roku na mocy wyroku sądu królewskiego w Lublinie, katolicy w Niebieszczanach odzyskali kościół. 
W 1712 roku zbudowano następny drewniany kościół, który w 1745 roku konsekrował bp Wacław Hieronim Sierakowski, pw. św. Mikołaja Biskupa.  W 1895 roku kościół został wyremontowany. W latach 1925–1926 zbudowano obecny murowany kościół w stylu neogotyckim, który w 1926 roku został poświęcony. W 1937 roku na terenie parafii było 2 243 rzymsko-katolików (w tym: Niebieszczany – 1 896, Prusiek – 343), 470 grekokatolików i 8 Żydów.
W kościele znajduje się ołtarz główny z XVII wieku przeniesiony ze starego drewnianego kościoła, odnowiony w 1972 roku przez Stanisława Filipa i Macieja Kauczyńskiego. W kościele znajdują się też ołtarze boczne z XVIII wieku i kamienna chrzcielnica z XV wieku. Z dawnego kościoła zachował się jeszcze m.in. krucyfiks z 2 ćw. XV wieku oraz późnobarokowe rzeźby.
Na terenie parafii jest 2000 wiernych.
Proboszczowie parafii:
1786–1806. ks. Józef Ćwiąkalski.
1807–1812. ks. Klemens Brant.
1812–1815. ks. Jakub Banasiewicz.
1815–1820. ks. Antoni Żeromski.
1820–1822. ks. Mikołaj Guzikowski.
1822–1824. ks. Wawrzyniec Umański.
1824–1837. ks. Marcin Kaliński.
1837–1855. ks. Andrzej Weni.
1855–1895. ks. Karol Biber.
1895–1906. ks. Stanisław Malinowski.
1906. ks. Bronisław Stasicki (administrator ex currendo).
1907–1912. ks. Roman Bauer.
1912–1926. ks. Antoni Dożyński.
1926–1945. ks. Jan Biały.
1945–1970. ks. Władysław Orzechowski.
1970–2000. ks. Edward Bojda.
2000–2012. ks. Henryk Dobosz.
2012–2016. ks. Jacek Szular.
2016– nadal ks. Janusz Dudziak.